# Country Grammar
Country Grammar é o álbum de estreia de Nelly, lançado em 2000. Este álbum está na lista dos 200 álbuns definitivos no Rock and Roll Hall of Fame.
| Críticas profissionais                                                      | Críticas profissionais |
| Avaliações da crítica                                                       | Avaliações da crítica  |
| Fonte                                                                       | Avaliação              |
| --------------------------------------------------------------------------- | ---------------------- |
| Allmusic                                                                    | [ 3 ]                  |
| Entertainment Weekly                                                        | (B-)                   |
| NME                                                                         | (9/10)                 |
| Q                                                                           | [ 6 ]                  |
| Robert Christgau                                                            | (B+)                   |
| RapReviews                                                                  | [ 8 ]                  |
| Rolling Stone                                                               | [ 9 ]                  |
| The Source                                                                  | [ 10 ]                 |
| Esta tabela precisa de ser acompanhada por texto em prosa. Consulte o guia. |                        |